# Muzeum Warszawskiej Metropolii Prawosławnej
Muzeum Warszawskiej Metropolii Prawosławnej – muzeum kościelne znajdujące się w Centrum Kultury Prawosławnej przy ulicy Świętych Cyryla i Metodego 4 w Warszawie.

## Opis
Pierwsze plany utworzenia w Warszawie muzeum diecezjalnego pojawiły się na przełomie lat 50. i 60. XX wieku. Kolekcja prawosławnej sztuki sakralnej zaczęła być gromadzona od lat 80.. 
Muzeum utworzono w 1983 jednak przed długi czas nie miało ono siedziby. Placówka wznowiła działalność w 2007 w siedzibie metropolity warszawskiego przy al. „Solidarności” 52. W 2016 zakończono prace nad ekspozycją stałą w nowej siedzibie muzeum, w sali znajdującej się na parterze sąsiedniego budynku przy ul. Świętych Cyryla i Metodego 4, odzyskanego przez Polski Autokefaliczny Kościół Prawosławny w 2010.
W zbiorach znajdują się m.in. ikony, krzyże, szaty liturgiczne, księgi oraz inne przedmioty związane z kulturowym i duchowym dziedzictwem prawosławia. 
Muzeum posiada oddział, Muzeum Ikon, przy ul. Lelechowskiej 5 w dzielnicy Ochota, otwarty w 2011.